# Voitolla yöhön
Voitolla yöhön è il terzo album del duo finlandese JVG, pubblicato il 28 febbraio 2014, attraverso la PME Records.
Il disco è entrato subito alla prima posizione della classifica degli album più venduti in Finlandia.

## Tracce
1. Vainois – 3:03 (testo: Ville Galle, Jare Brand – musica: Santeri Kauppinen)
2. Voitolla yöhön – 3:55 (testo: Ville Galle, Jare Brand, Jarkko Ehnqvist, Sanni Kurkisuo – musica: Santeri Kauppinen, Jarkko Ehnqvist, Sanni Kurkisuo)
3. Huominen on huomenna (feat. Anna Abreu) – 3:40 (testo: Ville Galle, Jare Brand, Anna Abreu – musica: Jarkko Ehnqvist, Anna Abreu)
4. Etenee (feat. Pete Parkkonen) – 3:40 (testo: Ville Galle, Jare Brand, Eppu Kosonen, Perttu Mäkelä – musica: Veikka Erkola, Eppu Kosonen)
5. Fäijönii (feat. MG) – 4:25 (testo: Ville Galle, Jare Brand, Mikael Sohlman – musica: Santeri Kauppinen)
6. Sara Chafak (feat. MG) – 1:51 (testo: Ville Galle, Jare Brand, Mikael Sohlman, Jarkko Ehnqvist – musica: Henri Lanz, William Rappaport, Robin Wrede)
7. KMDOD (feat. Karri Koira) – 3:30 (testo: Ville Galle, Jare Brand, Karri Sirén, Rudy Kulmala – musica: Olli Palmunen, Karri Sirén, Rudy Kulmala)
8. Kuluu mut ei lopu – 3:34 (testo: Ville Galle, Jare Brand – musica: Santeri Kauppinen)
9. Mist sä tuut? (feat. Gracias, Paperi T, Juno, Stepa, Särre, Gasellit e Kube) – 6:18 (testo: Ville Galle, Jare Brand, Deogracias Masomi, Henri Pulkkinen, Jon Korhonen, Joni Stenberg, Miika Särmäkari, Pekka Salmi, Miikka Niiranen, Tuomas Pietikäinen, Jussi Hauta-aho – musica: Santeri Kauppinen)
10. Puhelimet kii – 3:28 (testo: Ville Galle, Jare Brand, Jukka Salmi, Pasi Siitonen – musica: Perttu Mäkelä, Pasi Siitonen)
11. Jengi ku jengi – 2:56 (testo: Ville Galle, Jare Brand – musica: Jaakko Salovaara, Perttu Mäkelä)
12. Venäläist rulettii (feat. Sanni) – 3:46 (testo: Ville Galle, Jare Brand, Jarkko Ehnqvist, Sanni Kurkisuo – musica: Santeri Kauppinen, Gundrei, Jarkko Ehnqvist, Sanni Kurkisuo)
13. Kartalla – 3:14 (testo: Ville Galle, Jare Brand – musica: Veikka Erkola, Perttu Mäkelä)
14. Valot kii (feat. Jippu) – 4:28 (testo: Ville Galle, Jare Brand, Axel Ehnström – musica: Jarkko Ehnqvist, Anna Abreu)

## Classifica
| Classifica | Massima posizione |
| ---------- | ----------------- |
| Finlandia  | 1                 |